# John Lindgren Jr
John-Gustaf Ernst Lennart Lindgren, känd som John Lindgren Jr, född 6 juni 1943 i Oscars församling i Stockholm, död 7 augusti 1993 i Saltsjöbadens församling i Stockholms län, var en svensk tivoliägare som var VD för Gröna Lund.
John Lindgren Jr var son till tivoliägaren John Lindgren och Ninni Lindgren, ogift Nilsson, samt dotterson till Gustaf Nilsson och Nadeschda Nilsson och dottersons son till Gröna Lunds grundare Jacob Schultheis. Han var också bror till bland andra Nadja Bergén.
Han efterträdde sin far som VD för Gröna Lund vid dennes pensionering 1981, och efter honom var svågern Anders Bergén VD 1990–1997.
John Lindgren Jr var 1968–1993 gift med Maud Weylandt (född 1945), dotter till konsul Reinhold Weylandt och Birgitta, ogift Holm. Han hade en son John-John Lindgren (född 1968) i äktenskapet och en dotter Joanna Röckner Lindgren (född 1987) i ett annat förhållande, vilka var delägare i Gröna Lund in på 2000-talet.